# Tadeusz Kukla
Tadeusz Kukla (ur. 22 lutego 1940 w Łukowej, zm. 8 września 2023 w Tarnowie) – polski duchowny rzymskokatolicki, duszpasterz Polskiej Misji Katolickiej w latach 1974-2002, rektor Polskiej Misji Katolickiej w Anglii i Walii w latach 2002-2010, prałat honorowy Jego Świątobliwości.

## Życiorys
Pochodzi z parafii Matki Bożej Bolesnej w Łukowej. Kształcił się Wyższym Seminarium Duchownym w Tarnowie. Święceń kapłańskich udzielił mu 28 czerwca 1964 r. biskup tarnowski Jerzy Ablewicz. 
Przez dwa lata pracował jako wikariusz w dwóch parafiach diecezji tarnowskiej. W 1966 roku rozpoczął studia w Paryżu. Studiował też w Monachium i Münster, angażując się równocześnie w pracę duszpasterską wśród Polonii w Niemczech. Do Anglii przyjechał w 1974 roku. W latach 1974–2002 pełnił funkcję duszpasterza akademickiego na Londyn i Anglię, tworząc struktury Duszpasterstwa Akademickiego. W 2002 r. został mianowany Rektorem Polskiej Misji Katolickiej w Anglii i Walii. Pełnił tę funkcję do przejścia na emeryturę w 2010 roku. 
W 2004 r. otrzymał godność prałata honorowego Jego Świątobliwości.
24 kwietnia 2012 r. postanowieniem Prezydenta RP Bronisława Komorowskiego minister spraw zagranicznych Radosław Sikorski odznaczył go Krzyżem Komandorskim Orderu Odrodzenia Polski. 